# 六顶思考帽子
《六頂思考帽子》 (英語：Six Thinking Hats) 」是 愛德華·德·波諾博士在1985年所出版的心理學書藉。
作者在書中介紹其提倡的「六頂帽子的思考模式」, 並提及了與該思考模式相關的平行思維理論。此書能為小組討論提供了一種詳細，帮助其进行有效規劃思維過程的討論模式，进而啟發討論小組中成員思考。而該書在全球的銷量共超過3000萬冊。

## 六頂帽子的思考方法
- 白色思考帽：雪花的颜色。中立而客觀。白色思考帽代表客觀的事實與數據。我們需要得到什麼資訊? 例如何時、何地、何人、為何、如何。
- 紅色思考帽：辣椒的颜色。个性化且充满感性。暗示著憤怒與情感。紅色思考帽代表情緒上的感覺、直覺和預感。在冷静的外表下，可能隐藏着一颗火热的内心。
- 黑色思考帽：夜空的颜色。悲觀、負面。黑色思考帽是考慮到事物的負面因素，它是對事物負面因素的注意、判斷和評估。這是真的嗎？它會起作用嗎？缺點是什麼？它有什麼問題？為什麼不能做？
- 黃色思考帽：太阳的颜色。温暖、耀眼且正面。黃色思考帽代表樂觀、希望與正面的思想。為什麼這個值得做？為什麼可以做這件事？它為什麼會起作用？
- 綠色思考帽：草地的顏色。綠色思考帽代表創新與創造性之新的想法。有不同的想法？新的想法、建議和假設是什麼？可能的解決辦法和行動的過程是什麼？還有哪些可能性？
- 藍色思考帽：天空的顏色。藍色思考帽代表思維過程的控制與組織。它可以控制其他思考帽的使用。

## 目的
使用六個想法的帽子的主要目的是：
(1) 聚焦并且改進想法的過程。
(2) 鼓勵創造性，平行和水平思考并重。
(3) 进行更好的溝通。
(4) 更高效的做決定。
(5) 避免过多的辯論。